# Hermann Winkelmann

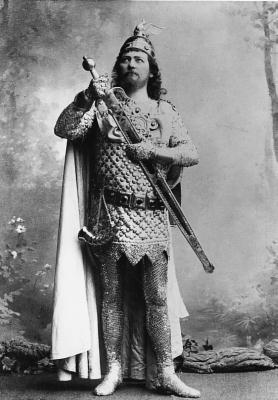
Hermann Winkelmann als Lohengrin, 1895

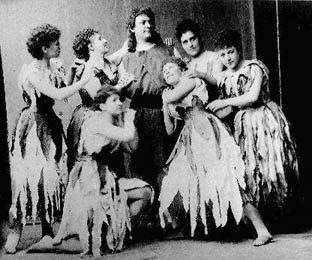
Hermann Winkelmann als Parsifal, 1882

Hermann Winkelmann, eigentlich Hans Emil Friedrich Winkelmann (* 8. März 1847 in Braunschweig; † 18. Januar 1912 in Mauer bei Wien) war ein deutscher Opernsänger (Tenor).

## Leben und Wirken
Hermann Winkelmann, der Sohn des Gründers der Braunschweiger Klavierfabrik Zeitter & Winkelmann, Christian Ludewig Theodor Winkelmann, erhielt nach Abschluss seiner Ausbildung im Jahre 1875 seine ersten Engagements an unterschiedlichen deutschen Bühnen. Er wurde 1882 von Richard Wagner als erster Parsifal für die Uraufführung in Bayreuth verpflichtet und sang von da an regelmäßig bei den Bayreuther Festspielen, beispielsweise den Tannhäuser. Von 1883 bis 1906 wirkte er an der Wiener Staatsoper als Heldentenor. Er war 1883 der erste Tristan in der Inszenierung der Wiener Staatsoper. In den Jahren 1880 bis 1892 trat Winkelmann des Öfteren auch im Staatstheater Braunschweig auf. 
Winkelmann war verheiratet mit der Sängerin Emma Kind. Sein Sohn Hans Winkelmann  wurde ebenfalls Opernsänger.
Er liegt am Friedhof Mauer (10-2-3) in Wien begraben.
Hermann Winkelmann hinterließ einige Schallplatten für Berliner Records (Wien 1900), G&T (Wien 1905) und Favorite (1906)

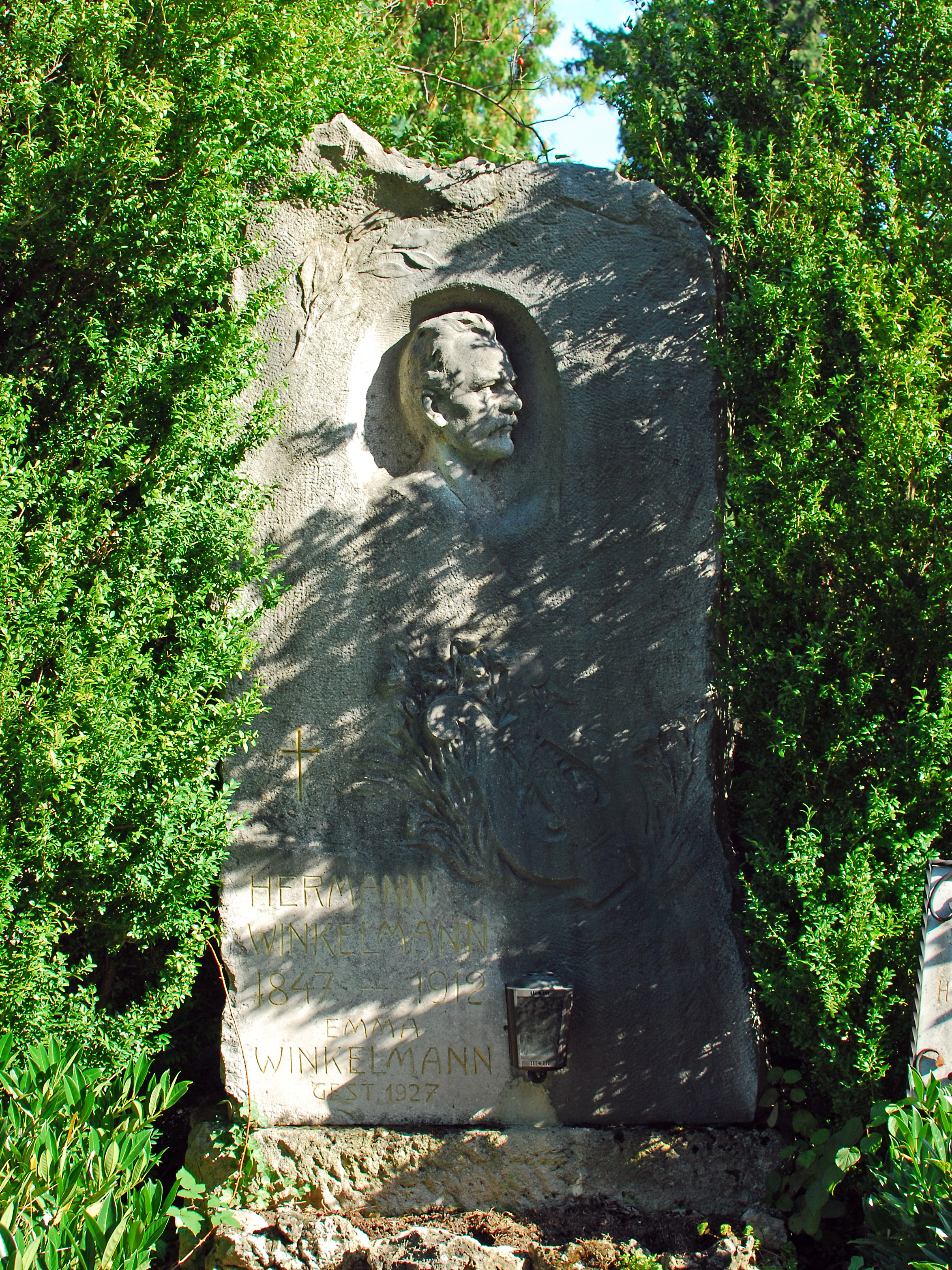
Grabstätte von Hermann Winkelmann

## Auszeichnungen
- 1903: Ehrenmitglied der Wiener Hofoper

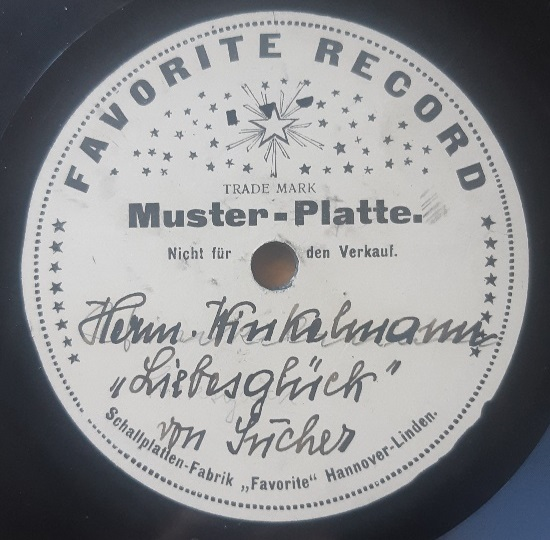
Schallplatte von Hermann Winkelmann (Wien 1906)

## Rollen (Auswahl)
- Manrico – Der Troubadour (Giuseppe Verdi)
- Nero – Nero (Anton Rubinstein)
- Johannes – Hérodiade (Jules Massenet)
- Jean de Leyde – Der Prophet (Giacomo Meyerbeer)
- Otello – Otello (Giuseppe Verdi)
- Merlin – Merlin (Karl Goldmark)
- Matthias – Der Evangelimann (Wilhelm Kienzl)

## Tondokumente
Von Hermann Winkelmann existieren Aufnahmen auf Berliner Records (Wien 1900), G&T (Wien 1905) und Favorite (Wien 1906).